# Hey God
«Hey God» (en español, «Oye Dios») es una canción de la banda de rock Bon Jovi, incluida en el álbum These Days. Fue lanzado como sencillo oficial en junio de 1996. Esta canción fue tocada en el mítico estadio Wembley de Londres y también en los MTV Europe Music Awards, también fue el único sencillo para la promoción de la edición especial de These Days que salió a la luz dos días después del lanzamiento del sencillo.
Es la única canción del disco que canta Jon en solitario, con una voz casi aguda, acompañado de guitarras distorsionadas y batería densa. En cuanto a críticas, son variables, ya que en algunos países como los Estados Unidos, fue calificada de blasfema y explícita por los sectores más conservadores, sin embargo, ocurrió lo contrario en el Reino Unido, donde fue aclamada por la crítica y obtuvo un considerable éxito, incluso fue #1 de los UK Rock & Metal Singles Chart, siendo este su quinto #1 de las listas británicas. También es considerado por algunos y quizás coincidiendo con la década como una canción de grunge, escena musical dominante en la primera mitad de los 90's

## Vídeo musical
El vídeo de la canción fue dirigido por Matt Mahurin. En él, trata sobre un hombre en bancarrota, una madre llorando por un joven encarcelado de por vida por matar a un oficial de policía, un niño nacido en el gueto, y un hombre moribundo que murió y escupió en su propia tumba contando una realidad no escuchada. Se posicionó entre las 20 mejores canciones en los UK Singles Chart de Inglaterra, situándose en el puesto trece.

## Letra de la canción
La letra de la canción tiene dos versiones. En la versión del álbum, existe una línea que dice "It seems like all the good, shit's gone" (Parece que todo lo bueno se ha ido a la mierda), mientras que en la versión del vídeo, por motivos de censura, se cambió por "It seems like all the good it's gone" (Parece que todo lo bueno se ha ido), fue considerado por la Iglesia cristiana como satanica y explicta.

## Reflejo de Jon al componer «Hey God»
Fue influenciada cuando Jon iba en una limosina, junto a Richie y vieron unas personas que vivían en extrema pobreza, fue así como nació la canción que se conoce hoy en día como «Hey God».

## Desempeño en listas
| Lista (1996)                                | Mejor posición |
| ------------------------------------------- | -------------- |
| Canadá (RPM Top Singles)                    | 44             |
| Eurochart Hot 100                           | 58             |
| Finlandia (OFC)                             | 18             |
| Irlanda (IRMA)                              | 21             |
| Países Bajos (Dutch Top 40)                 | 37             |
| Reino Unido (UK Singles Chart)              | 13             |
| Reino Unido (UK Rock & Metal Singles Chart) | 1              |